# Солдатов, Василий Васильевич
Василий Васильевич Солдатов (17 марта 1888, станица Вёшенская, область Войска Донского — 27 апреля 1960, США) — донской казак, инженер-металлург, участник Первой мировой войны. Персонаж из романа донского писателя Михаила Шолохова «Тихий Дон» (Книга вторая. Часть пятая. Глава VIII, IX).

## Биография
Родился 17 марта 1888 года в станице Вёшенской. Получил высшее образование: окончил Одесский кадетский корпус, затем Политехнический институт в Санкт-Петербурге. Участник Первой мировой войны, был произведён в офицеры. Принимал активное участие в борьбе за Дон. Василий Васильевич Солдатов — персонаж, реальное историческое лицо, изображённое в романе известного писателя Михаила Александровича Шолохова «Тихий Дон». В начале 1918 года был сотником из станицы Вёшенской на сходе в Татарском: «…Председатель ревкома что-то смущенно говорил ему, сотник слушал, чуть нагнувшись, склонив к председательской бороде большое оттопыренное ухо. Майдан, как пчельник, полнился тихим шумом. Казаки переговаривались, шутили, но лица у всех были напряженные. Кто-то не выдержал ожидания, крикнул молодо:
— Начинайте! Чего ждать? Все почти собрались!
Офицер непринужденно выпрямился, снял фуражку и просто, как среди семьи, заговорил:
— Господа старики и вы, братья фронтовые казаки! Вы слышали, что произошло на хуторе Сетракове?
— Чей это? Откедова? — забасил Христоня.
— Вёшенский, с Чёрной речки, Солдатов, что ли… — ответил кто-то.
— В Сетраков, — продолжал сотник, — на днях пришел отряд Красной гвардии. Германцы заняли Украину и, подвигаясь к Области Войска Донского, отбросили их от железной дороги. Они и направились через мигулинский юрт. Заняв хутор, начали грабить имущество казаков, насиловать казачек, производить незаконные аресты и так далее. Когда в окружающих хуторах стало известно о случившемся, казаки с оружием в руках напали на грабителей. Отряд был наполовину уничтожен, наполовину забран в плен. Мигулинцам достались богатейшие трофеи. Мигулинская и Казанская станицы сбросили с себя иго большевицкой власти. Казаки от мала до велика поднялись на защиту тихого Дона. В Вёшенской ревком разогнан, избран станичный атаман, в большинстве хуторов — то же.
В этом месте сотниковой речи старики сдержанно загомонили.
— Повсюду сформированы отряды. Вам бы тоже надо сформировать из фронтовиков отряд, чтобы оградить станицу от нового нашествия диких разбойничьих полчищ. Мы должны восстановить свое управление! Красной власти нам не надо, — один разврат она несет, а не свободу! Ведь не позволим же мы, чтобы мужики обесчещивали наших жен и сестер, чтобы глумились они над нашей православной верой, надругивались над святыми храмами, грабили наше имущество и достояние… не так ли, господа старики?
Майдан крякнул от дружного „верна-а-а!“ Сотник начал читать отпечатанное на шапирографе воззвание. Председатель выбрался из-за стола, позабыв какие-то бумаги. Толпа слушала, не проронив ни одного слова. Позади вяло переговаривались фронтовики…».
В 1920 году Солдатов покидает Россию и становится эмигрантом. С 1923 года жил в США. В Америке работал инженером-металлургом, создавал свои проекты, которые вошли в практику американской промышленности.
Скончался 27 апреля 1960 года.